# Claude Raffestin
Claude Raffestin (15 de septiembre de 1936 (88 años), París) es un geógrafo suizo. Es profesor de geografía humana en la Universidad de Ginebra.
El trabajo de Claude Raffestin tiene que ver primordialmente con territorialidad y se basa fuertemente en el trabajo de Michel Foucault acerca del poder. Su libro más importante Pour une géographie du pouvoir (por una geografía del poder) ha sido traducido al español, italiano y portugués.

## Algunas publicaciones
- "Territoriality - A Reflection of the Discrepancies Between the Organization of Space and Individual Liberty", International Political Science Review, Vol. 5, No. 2, 139-146 (1984). DOI 10.1177/019251218400500205
- "Could Foucault have revolutionized Geography?", In: Space, Knowledge and Power, Chapter 14. Translated by Gerald Moore.
- Pour une géographie du pouvoir, Librairies techniques, 1980 ISBN 978-2-7111-0271-6. (Italiano: Per una geografia del potere, 1983; Portugués: Por uma geografia do poder, 1993)
- Géopolitique et histoire × Claude Raffestin, Dario Lopreno and Yvan Pasteur; Payot 1995. ISBN 978-2-228-88901-8
- "L’actualité et Michel Foucault", espacestemps, 2005.
- "Foucault aurait-il pu révolutionner la géographie?" In: Au risque de Foucault. Paris: Éditions du Centre Pompidou, 1997, pp. 141–149.